# Alessandro Candini
Alessandro Candini est un compositeur et pianiste italien contemporain

## Biographie
Alessandro Candini est un pianiste italien de formation classique. Compositeur et improvisateur il est diplômé du Conservatoire national supérieur de Musique Arrigo Boito de Parme.
Il se perfectionne auprès de Joachim Achucarro, Jeffrey Swann, Alexandre Lonquich, Boris Petrushansky, Roberto Szidon, Alfredo Speranza, Bruno Mezzena, Americo Caramuta… Il commence sa carrière de soliste au Teatro Regio de Parme.
À Paris, il découvre la création musicale contemporaine et l’univers du jazz français. Immergé dans l’éclectisme culturel de la capitale, il s’intéresse de près aux musiques actuelles et aux musiques improvisées, collaborant avec des musiciens, comédiens, danseurs et écrivains. Il travaille ainsi aux côtés de Pierre Santini pour mettre en musique son spectacle sur Pablo Neruda, s’associe avec des danseurs pour des créations contemporaines au Théâtre national de Chaillot ou encore compose la musique des spectacles de poètes comme Edith Azam, Michael Gluck…
En tant que compositeur il a réalisé des commandes pour la Maison de la poésie de Montpellier, le Printemps des Poètes, La Comédie du Livre de Montpellier, le Festival Paris Banlieue Tango, le Festival de la Francophonie.
Alessandro Candini est professeur de piano au Conservatoire Frédéric Chopin de Paris.
Il est praticien Feldenkrais certifié et professeur de Méthode Feldenkrais pour les Conservatoires de la ville de Paris et la Maîtrise Notre-Dame de Paris.

## Discographie
Alessandro Candini :
- 2012 The other side Instant présent
- 2024 PULSAR Instant Présent